# Seguili
La serra del Seguili (de l'àrab, Al-Sahila, plana, en aquest cas la serra plana), pertany a la comarca de la Marina Alta i està situada entre Benidoleig, que ocupa el vessant septentrional de la muntanya, i Alcalalí i la Llosa de Camatxo, que estan enclavades en el flanc meridional. És una serra d'escassa elevació, entre 388 i 411 m sobre el nivell del mar.

## El vessant nord
En el vessant nord del Seguili, dins del terme municipal de Benidoleig, hi ha la Cova de les Calaveres, on s'han trobat destrals, martells i puntes de pedra procedents del Paleolític. A l'època ibèrica aquesta cavitat es va fer servir com a santuari. La llegenda conta que un rei moro que fugia del Cid s'hi va quedar atrapat amb tot el seu harem. Les calaveres a què al·ludeix el topònim són, segons la creença popular, les del malastruc monarca i les seues dones. La cova s'endinsa uns 400 metres en l'interior de la serra. El tram final està negat d'aigua, tot formant un petit estany denominat el Toll Blau. El Seguili i la Cova són dos llocs emblemàtics per a la gent de Benidoleig i, com a tals, apareixen representats en l'escut municipal d'aquesta localitat.

## El vessant sud

### Almassaleft
Almassaleft és el nom amb què és conegut el flanc de la serra del Seguili per on discorre la carretera comarcal que enllaça les poblacions de Benissa i Orba. Aquest paratge rep també la denominació històrica de Les Forques per ser el lloc on els criminals eren ajusticiats en l'època de l'antiga Baronia d'Alcalalí.

### Alxaraf
L'alt d'Alxaraf és la part més elevada del Seguili i la més pròxima a la població d'Alcalalí. També se'l coneix amb el nom de El Calvari, perquè al seu peu s'alcen les capelletes o estacions del Via Crucis. Des de principis de la dècada dels noranta del segle xx, aquest indret ha estat sotmés a una intensa activitat urbanística que l'ha convertit en una àmplia i moderna àrea residencial, on viuen majoritàriament ciutadans europeus de la 3a edat.